# Isophya pyrenaea
Isophya pyrenaea – gatunek górskiego owada prostoskrzydłego z rodziny pasikonikowatych (Tettigoniidae) opisany naukowo z Pirenejów. Jest podobny (a przez to często mylony) i blisko spokrewniony z kilkoma innymi gatunkami zaliczanymi do grupy gatunków Isophya pyrenaea (ang. Isophya pyrenaea species group, m.in. I. altaica, I. obtusa i I. camptoxypha). 
Był wielokrotnie wykazywany z Polski, gdzie określono go zwyczajową nazwą zrówieńka górska, zaliczono do fauny Polski – prawdopodobnie błędnie. Informacje o jego występowaniu w kraju najprawdopodobniej dotyczyły innych gatunków. Obecnie nazwa zrówieńka górska przypisana jest do innego gatunku z tej grupy, występującej w Polsce I. kraussi. Badania pieśni godowych oraz aparatów strydulacyjnych wykazały, że populacje z południowej Francji i hiszpańskiej części Pirenejów wyraźnie różnią się od pozostałych, dlatego nazwa Isophya pyrenaea powinna być stosowana tylko dla populacji z tamtego regionu.